# Android 11
Android 11 (tên mã nội bộ là Red Velvet Cake) là phiên bản chính thứ mười một và là phiên bản thứ 18 của hệ điều hành di động Android. Nó được phát hành vào ngày 8 tháng 9 năm 2020, nối tiếp sau Android 10.

## Lịch sử
Bản dựng Android 11 đầu tiên dành cho nhà phát triển được phát hành vào ngày 19 tháng 2 năm 2020, dưới dạng hình ảnh gốc trên điện thoại thông minh Google Pixel được hỗ trợ (không bao gồm Pixel thế hệ đầu tiên và Pixel XL). Đây là bản đầu tiên trong ba bản dựng hàng tháng sẽ được phát hành dành cho nhà phát triển trước khi phát hành bản beta đầu tiên tại Google I/O vào tháng 5. Một trạng thái "nền tảng ổn định" sẽ được công bố vào tháng 6 năm 2020 và việc phát hành cuối cùng dự kiến sẽ diễn ra vào quý 3 năm 2020. Bản xem trước cho nhà phát triển thứ 2 sau đó được phát hành vào ngày 18 tháng 3, tiếp theo là bản xem trước dành cho nhà phát triển thứ 3 vào ngày 23 tháng 4. Vào ngày 6 tháng 5, Google đã bất ngờ phát hành bản xem trước dành cho nhà phát triển 4, khi họ đẩy toàn bộ lộ trình cho Android 11 về phía trước một tháng, đặt ngày cho bản beta đầu tiên vào ngày 3 tháng 6.
Trước tình trạng bất ổn dân sự trên toàn quốc được thúc đẩy bởi cái chết của George Floyd, Google tuyên bố rằng việc phát hành phiên bản Android 11 beta đầu tiên sẽ bị hoãn lại. Sau đó bản beta 1 được phát hành vào ngày 10 tháng 6 năm 2020, với Beta 2 tiếp theo vào ngày 8 tháng 7. Sau đó, vào ngày 22 tháng 7, Google đã phát hành bản beta 2.5, giúp khắc phục một số lỗi của bản beta 2. Ngoài ra, các chữ biểu tượng của Android đã kết thúc, và nhãn hiệu vẫn là Android 11.

## Tính năng
Các tính năng mới có trong nền tảng Android 11 DP1 bao gồm các cải tiến hỗ trợ cho điện thoại thông minh có thể gập lại, hỗ trợ 5G, Project Mainline (phục vụ các thành phần hệ thống thông qua Google Play Store) và HEIF. Hỗ trợ xác thực cuộc gọi STIR/SHAKEN cũng sẽ bao gồm. Google cũng đã nêu các kế hoạch về "phần hội thoại dành riêng trong bóng thông báo", khả năng này chỉ cấp một số quyền nhất định cho các ứng dụng trong từng trường hợp cụ thể (tương tự iOS 13) và giới thiệu khả năng thực thi mạnh mẽ hơn của hệ thống "lưu trữ có phạm vi".